# Sophie Berge
Sophie Berge (Nantes, 5 de julio de 1964) es una deportista francesa que compitió en vela en la clase 470.
Ganó una medalla de oro en el Campeonato Europeo de 470 de 1986. Participó en los Juegos Olímpicos de Seúl 1988, ocupando el octavo lugar en la clase 470.

## Palmarés internacional
| \| Campeonato Europeo \| Campeonato Europeo \| Campeonato Europeo \| Campeonato Europeo \| \| Año \| Lugar \| Medalla \| Clase \| \| ------------------ \| ---------------------- \| ------------------ \| ------------------ \| \| 1986 \| Sønderborg (Dinamarca) \| Medalla de oro \| 470 \| |                        |                |       |
| Campeonato Europeo |                        |                |       |
| Año | Lugar                  | Medalla        | Clase |
| 1986 | Sønderborg (Dinamarca) | Medalla de oro | 470   |